# Зундов
Зундов (также Зундовский) — исчезнувший хутор в Мартыновском районе Ростовской области. 

## География
Хутор располагался в степи примерно в 5 км от левого берега реки Сал, между хутором Ильинов и станицей Новониколаевской.

## История
Предположительно основан во второй половине XIX века. Хутор относился к юрту калмыцкой станицы Иловайской. Согласно данным первой Всероссийской переписи населения 1897 года в хуторе Зундовском проживало 262 души мужского и 250 женского пола. К 1915 году в поселении имелись 67 дворов, приходское училище, действовало хуторское правление, проживало 190 душ мужского и 168 женского пола
В результате Гражданской войны калмыцкое население станицы резко сократилось, оставшееся население переселилось на территорию образованной в 1920 году Калмыцкой АО. Согласно Всесоюзной переписи населения 1926 года в хуторе Зундов проживало составило 389 человек, из них украинцев — 235, великороссов — 154. Калмыки в хуторе не проживали. На момент переписи хутор входил в состав Иловайского сельсовета Зимовниковского района Сальского округа Северо-Кавказского края. Тем не менее, в 1930 году хутор был включён в состав Калмыцкого района Сальского округа (округ ликвидирован в 1930 году) Северо-Кавказского края (с 1934 года — Азово-Черноморского края, с 1937 года — Ростовской области).
В марте 1944 года Калмыцкий район была упразднён, хутор передан в состав Мартыновского района Ростовской области.
Исключен из учётных данных в 1986 году.

## Население
Динамика численности населения
| 1897 | 1915 | 1926 |
| ---- | ---- | ---- |
| 512  | 358  | 389  |